# تميمة

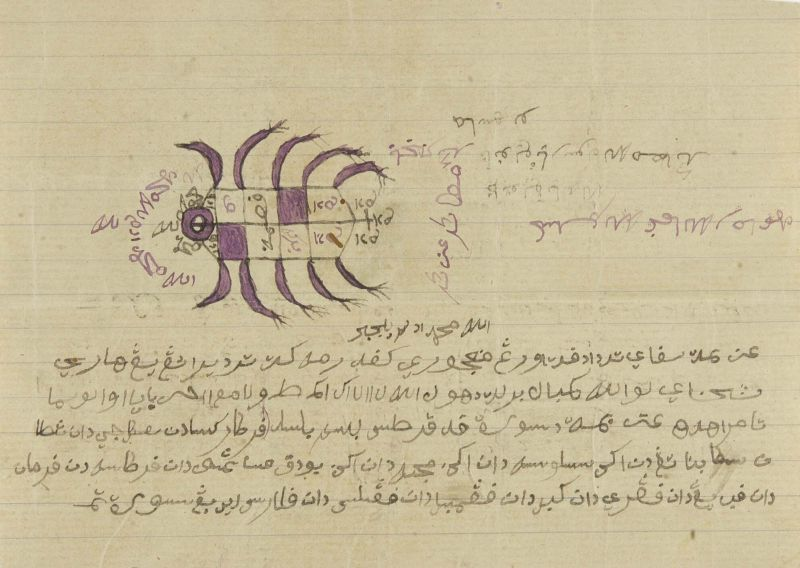
تميمة قديمة من جاوة - ثلاثينات القرن العشرين.

التميمة وهي خرزات أو عظام أو كتابات أو خيوط أو غيرها تعلق في أعناق الصبيان وغيرهم أو في العضد أو على البيوت أو السيارات بغرض دفع البلاء, أو رفع ذلك بعد وقوعه، وقيل أن التَّمِيمةُ: خَرزة رَقْطاء تُنْظَم في السَّير ثم يُعقد في العُنق، وقيل:هي قِلادة يجعل فيها سُيُور وعُوَذ ؛ والتَّمِيمةُ: عُوذةٌ تعلق على الإِنسان, وقد سميت بذلك لأن العرب كانوا يعتقدون أنها تمام الدواء والشفاء
قال أبو ذؤيب الهذلي:
وَإِذَا الْمَنِيَّةُ أَنْشَبَتْ أَظْفَارَهَا … أَلْفَيْتَ كُلَّ تَمِيمَةٍ لَا تَنْفَعُ
وقال امرؤ القيس:
فَمِثْلُكِ حُبْلَى قَدْ طَرَقْتُ وَمُرْضِعٌ … فَأَلْهَيْتُهَا عَنْ ذِي تَمَائِمَ مُحْوِلِ
وعن ابن مسعود رضي الله عنه قال: سمعت رسول الله صلى الله عليه وسلم يقول: (إنَّ الرُّقى ، و التَّمائمَ ، و التِّوَلَةَ شركٌ). رواه أبو داود وصححه الألباني

## تاريخ التمائم

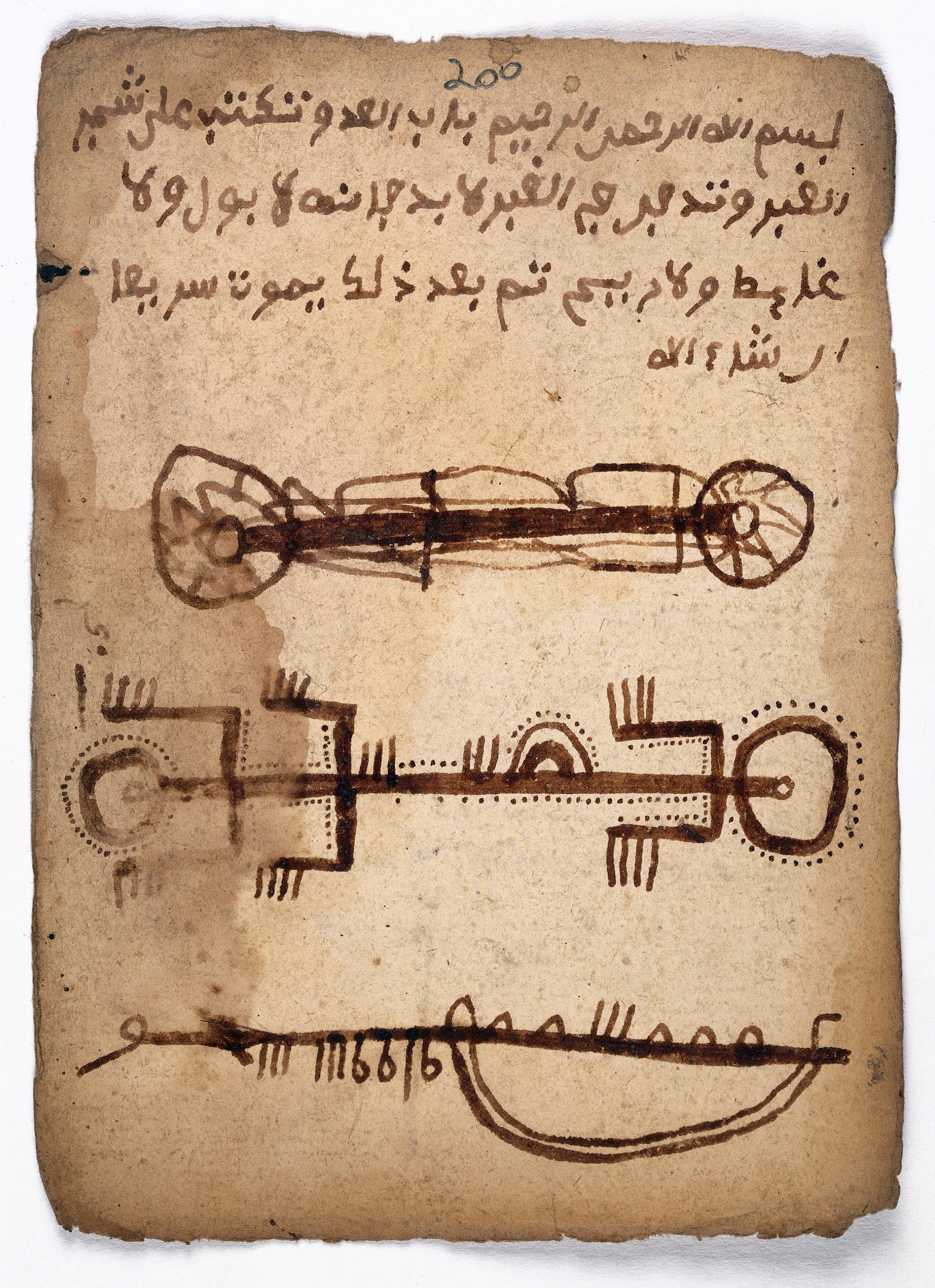

كان استعمال التمائم بأنواعها شائعاً منتشراً عند العرب في جاهليتم, وذكرها منتشر في أشعارهم وأخبارهم, ويزعمون أنها تحفظهم, وتدفع عنهم أذى العين والجن والحاسدين قبل أن يقع عليهم, أو ترفع عنهم البلاء بعد وقوعه عليهم, فكانوا يعلقونها, وأيضا يعلقونها على صغارهم لتحفظهم, فإذا كبروا نزعوها عنهم وكانت لهم أنواع متعددة من التمائم, لكل غرض من الأعراض فمنها تعليق كعب الأرنب الذي يعلقونها على أنفسهم, وتعليق سن الثعلب أو الهرة الذي يعلقونه على صبيانهم, وتعليق الأوتار الذي يعلقونها على دوابهم من الخيول والإبل وغيرها, حيث يعمدون إلى وتر القوس القديمة التي اخلولقت فيعلقونه على الدواب ليدفع عن الدابة العين والمكاره,